# Pyrgulopsis nevadensis
Pyrgulopsis nevadensis är en snäckart som först beskrevs av Robert Edwards Carter Stearns 1883.  Pyrgulopsis nevadensis ingår i släktet Pyrgulopsis och familjen tusensnäckor. IUCN kategoriserar arten globalt som utdöd. Inga underarter finns listade i Catalogue of Life.

## Bildgalleri

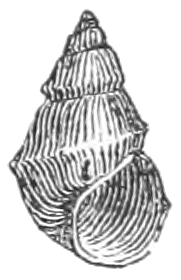
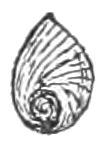
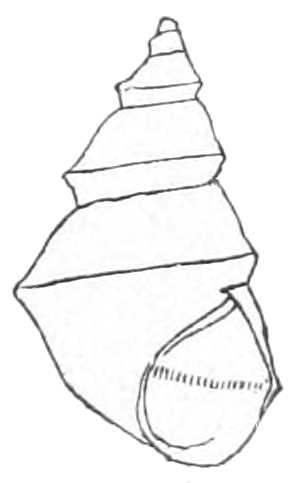
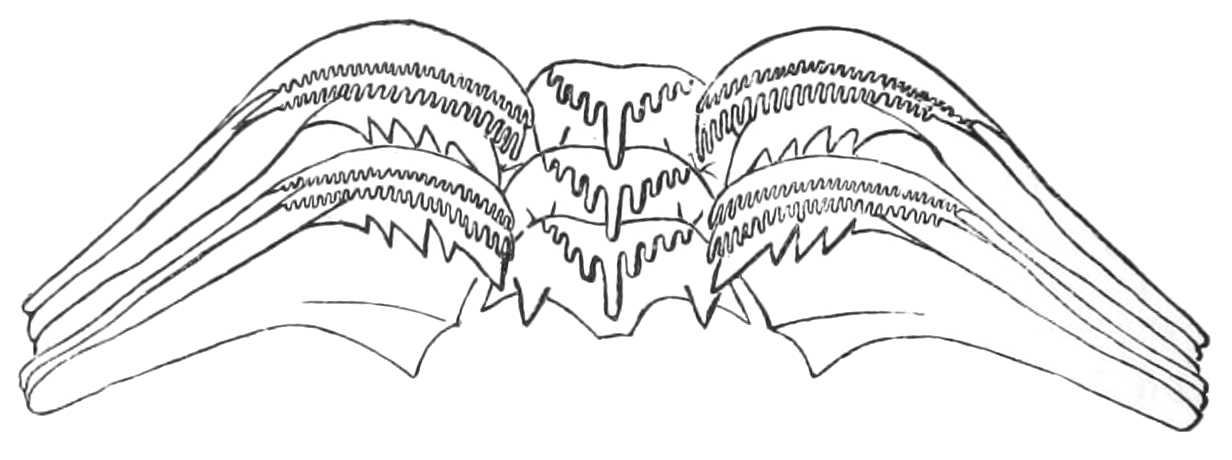